# Aprather Mühle

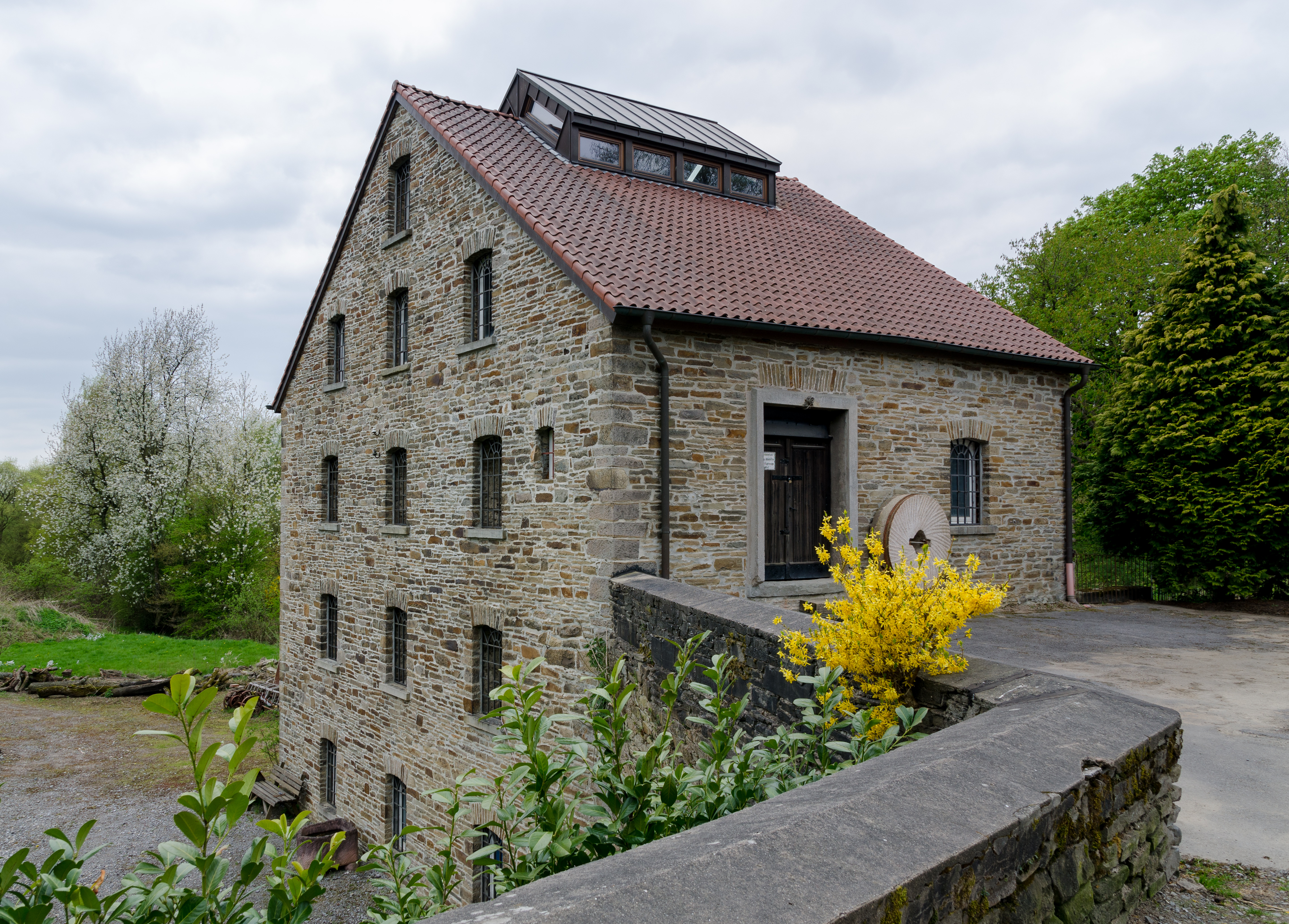
Aprather Mühle

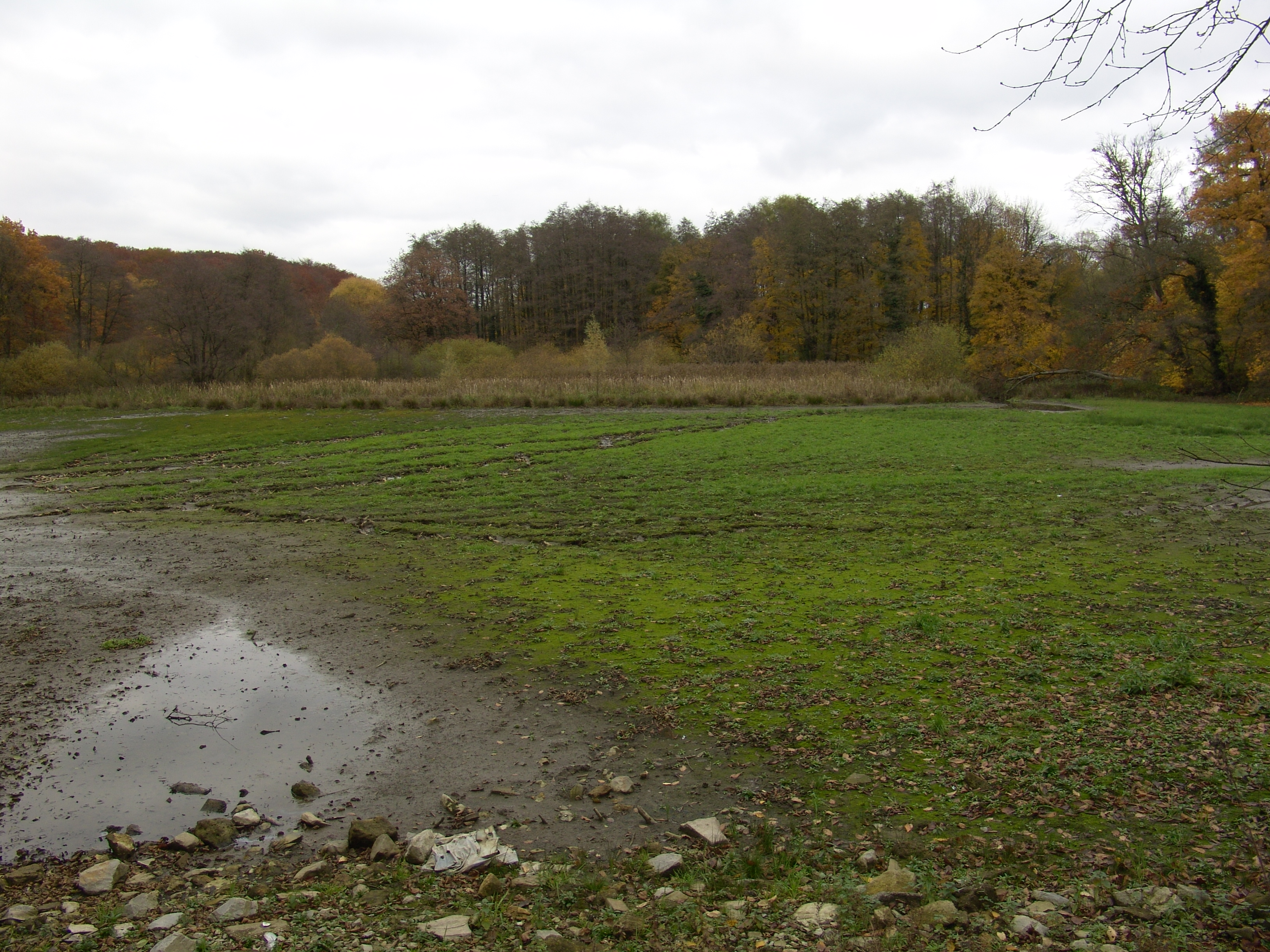
Der Mühlenteich bei der Entschlammung im Herbst 2007

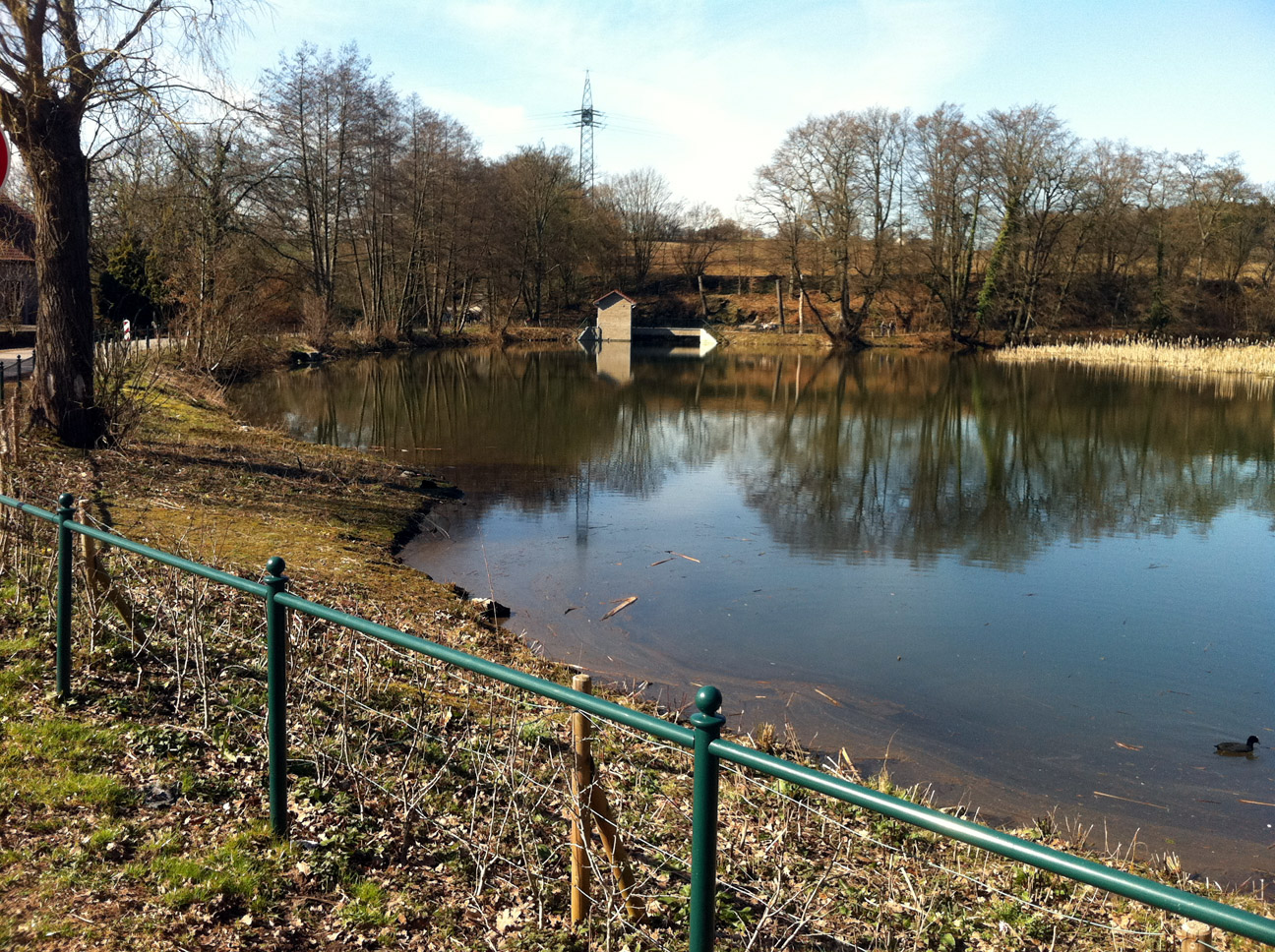
Mühlenteich im Frühjahr 2011

Die Aprather Mühle in Wülfrath, Kreis Mettmann, war eine Bannmühle. Das Gebäude steht unter Denkmalschutz. Es ist unter der Nummer 17 in die Baudenkmalliste von Wülfrath eingetragen.
Die Mühle, die zum Schloss Aprath gehörte, wurde durch Herzog Wilhelm III. von Berg 1504 zur Bannmühle erklärt. Die Bauern mussten hier ihr Getreide mahlen lassen und waren somit „gebannt“. Nach anderer Quelle wurde sie 1581 erstmals erwähnt.
Im 19. Jahrhundert brannte das Gebäude ab und wurde später wieder aufgebaut. Erhebliche Zerstörungen gab es im Zweiten Weltkrieg. Der derzeitige Besitzer ließ das Gebäude restaurieren.
Der nördlich vorgelagerte Mühlenteich, der vom Brucher Bach, einem Nebengewässer der Düssel, gespeist wird, hat eine etwa 1,3 Hektar große Wasseroberfläche. Er ist Bestandteil des Naturschutzgebiets Aprather Mühlenteich, das weitere Bereiche, vor allem entlang der Düssel, umfasst und insgesamt rund 9 Hektar groß ist.